# Ali Schadmani

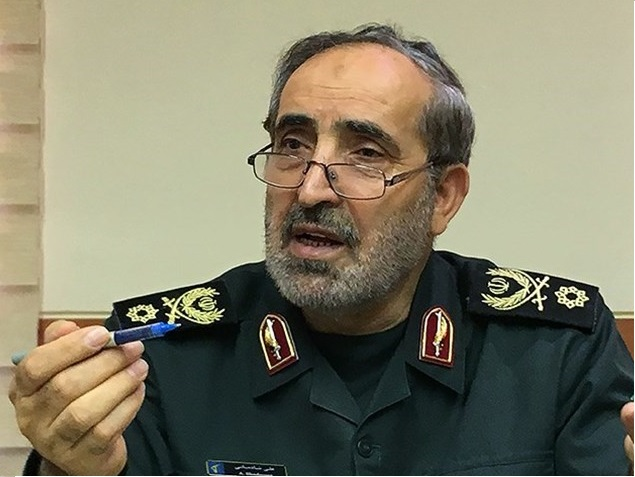
Ali Schadmani 2019

Ali Schadmani (persisch علی شادمانی, geboren in Hamadan; gestorben am 17. Juni 2025 in Teheran) war ein iranischer Generalmajor und Befehlshaber der Iranischen Revolutionsgarden.

## Biografie
Schadmani stieg in den Reihen der Revolutionsgarde auf und bekleidete Schlüsselrollen im Bereich operative Planung und Koordination. Unter anderem war er stellvertretender Koordinator des 
Khata-al-Anbiya-Hauptquartiers und Leiter der Operationsabteilung im Generalstab der iranischen Streitkräfte.
Nach der Ermordung des Hamas-Führers Ismail Haniyya im Juli 2024 rief Schadmani im Namen des Iran zu „harter Vergeltung“ gegen Israel auf.
Im Juni 2025 wurde er Oberbefehlshaber der Iranischen Streitkräfte, nachdem sein Vorgänger Gholam Ali Raschid bei einem Israelischen Luftangriff gezielt getötet wurde. Nach nur vier Tagen als ranghöchster militärischer Befehlshaber (13.–17. Juni 2025) gab die israelische Armee bekannt, Schadmani bei einem Luftangriff auf ein Kommandozentrum in Teheran getötet zu haben.